# Südwesttextil
Südwesttextil (vollständig Südwesttextil – Verband der Südwestdeutschen Textil- und Bekleidungsindustrie e.V.) ist der Wirtschafts- und Arbeitgeberverband der Textil- und Bekleidungsindustrie in Baden-Württemberg. Er vertritt etwa 200 Unternehmen, die rund 24.000 Arbeitnehmer beschäftigen und einen jährlichen Gesamtumsatz von rund 7 Milliarden Euro erwirtschaften. Zu den Mitgliedsunternehmern gehören Hersteller der Ausgangsprodukte (Garne etc.) und technischer Textilien, die im Automobil- oder Flugzeugbau, aber auch im Hoch- und Landschaftsbau zum Einsatz kommen, ebenso wie Produzenten medizinischer Textilien, von Haus- und Heimtextilien (Bettwaren, Vorhänge, Kissen, Tischdecken) bis hin zu Textilveredlern und namhaften Bekleidungsmarken.

## Historie
In Württemberg gab es unmittelbar nach Kriegsende mit dem Fachausschuss Textil im Vorläufigen Württembergischen Wirtschaftsrat wieder eine Interessenvertretung auf Unternehmerseite. Daraus wurde der Landesverband für die Textilindustrie Württemberg-Baden e.V. zu Beginn des Jahres 1946 gegründet und von der Militärregierung genehmigt (Gründungsjahr der Verbandstätigkeit).
1946: Gründung des Badischen Verbands der Textilindustrie im Juli und des Fachverbands der Textilindustrie in Württemberg-Hohenzollern Ende des Jahres.
2. Juni 1950: Gründung des Verbands der Südwestdeutschen Textilindustrie aus dem Landesverband der Textilindustrie Württemberg-Baden e.V. und dem Fachverband Textilindustrie Württemberg-Hohenzollern und dem Kreis Lindau.
23. Juni 1964: Fusion der Südwestdeutschen Textilindustrie mit dem Verband der Badischen Textilindustrie zum Verband der Baden-Württembergischen Textilindustrie e.V.
Das Verbandsgebiet umfasst das Land Baden-Württemberg sowie den bayerischen Kreis Lindau.
19. März 2003: Verschmelzung des Verbands der Baden-Württembergischen Textilindustrie e.V. mit dem Verband der Südwestdeutschen Bekleidungsindustrie in den Verband der Südwestdeutschen Textil- und Bekleidungsindustrie – Südwesttextil e.V.
2020: Umfirmierung in Südwesttextil – Verband der Südwestdeutschen Textil- und Bekleidungsindustrie e.V.

## Organisation
Der Verband ist als eingetragener Verein in Stuttgart registriert. Hauptgeschäftsführerin des Verbandes ist seit Mai 2022 Edina Brenner. Im Mai 2025 ist Bodo Th. Bölzle nach zweijähriger Pause erneut einstimmig zum Präsidenten von Südwesttextil gewählt worden.

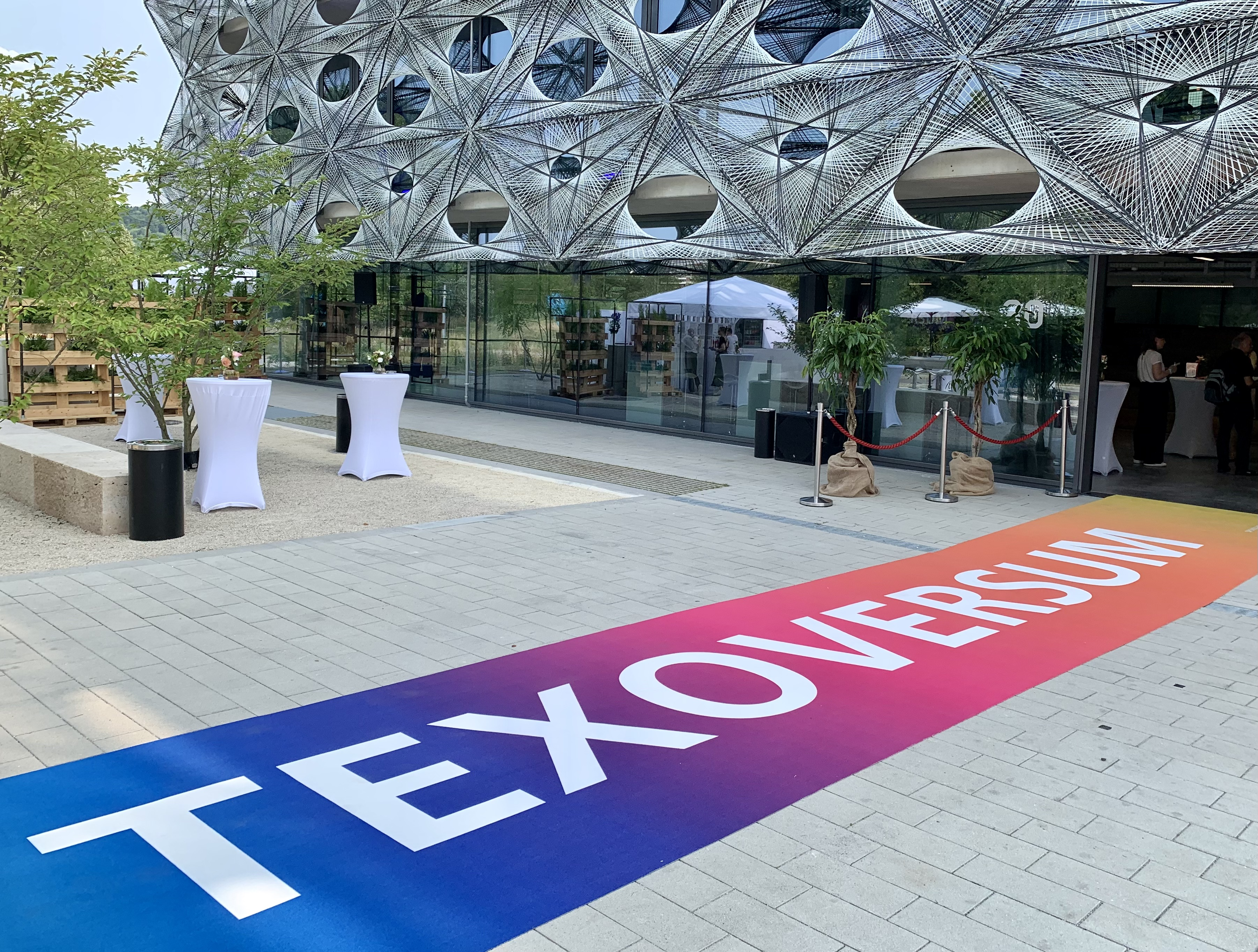
Eröffnung Texoversum

Der Verband vertritt die Interessen der Unternehmen in der Wirtschafts-, Sozial- und Tarifpolitik. Südwesttextil bietet Dienstleistungen und organisiert Seminare, Workshops und Veranstaltungen. Zur Förderung der technologischen Innovation in der Textilwirtschaft unterstützt Südwesttextil die Einrichtung einer Stiftungsprofessur für Industrie- und Materialdesign seit Wintersemester 2015/16 an der Hochschule Reutlingen. Für den Campus der Hochschule Reutlingen spendet der Verband das „Texoversum“, ein 3.000 Quadratmeter großes Ausbildungs- und Innovationszentrum. Die Eröffnung fand im Juli 2023 statt.
Südwesttextil ist Mitglied von Unternehmer Baden-Württemberg e. V. (UBW), des Gesamtverbandes der deutschen Textil- und Modeindustrie und im Stifterverband für die deutsche Wissenschaft. Auf Landesebene betrachtet ist Südwesttextil der größte Arbeitgeberverband der Branche in Deutschland.